# Money Is Still a Major Issue
Albums de Pitbull
M.I.A.M.I.
(2004) El Mariel
(2006)
Singles
1. Everybody Get Up
Sortie : 15 novembre 2005

Money Is Still a Major Issue est une compilation de Pitbull, sortie le 15 novembre 2005.
L'album comprend des featurings de Pitbull sur des morceaux d'autres artistes, des remixes et quelques titres inédits.
Il s'est classé 1er au Top Independent Albums, 4e au Top R&B/Hip-Hop Albums et 25e au Billboard 200.

## Liste des titres
| No  | Titre                  | Interprète(s)                                                                               | Durée |
| --- | ---------------------- | ------------------------------------------------------------------------------------------- | ----- |
| 1.  | Everybody Get Up       | Pretty Ricky featuring Pitbull                                                              | 4:49  |
| 2.  | Rah Rah (Remix)        | Elephant Man featuring Pitbull                                                              | 3:51  |
| 3.  | Shake (Remix)          | Ying Yang Twins featuring Pitbull                                                           | 4:14  |
| 4.  | Culo (Remix)           | Pitbull featuring Ivy Queen et Lil Jon                                                      | 4:00  |
| 5.  | Mil Amores (Remix)     | Master Joe & O.G. Black featuring Pitbull                                                   | 3:40  |
| 6.  | Turnin Me On (Remix)   | Nina Sky featuring Pitbull                                                                  | 4:10  |
| 7.  | She's Hotter           | T.O.K. featuring Pitbull                                                                    | 4:15  |
| 8.  | Get to Poppin (Remix)  | Rich Boy featuring Pitbull                                                                  | 4:14  |
| 9.  | Might Be the Police    | Brisco featuring Pitbull                                                                    | 3:35  |
| 10. | Who U Rollin' With     | Pitbull featuring Cubo et Picallo                                                           | 4:25  |
| 11. | Dammit Man (Remix)     | Pitbull featuring Lil' Flip                                                                 | 3:47  |
| 12. | Oh No He Didn't        | Pitbull featuring Cubo                                                                      | 3:33  |
| 13. | Toma (DJ Buddha Remix) | Pitbull featuring Mr. Vegas, Red Rat, T.O.K., Wayne Marshall, Lil Jon et Kardinal Offishall | 6:25  |